# 衛君起
衛君 起（えいくん き、生没年不詳）は、衛の第32代君主。霊公の子。在位中に放逐されたため諡号がなく、衛君起と呼ばれる。

## 生涯
荘公3年（前478年）10月、晋が衛を攻撃し、荘公が出奔したため、衛の国人は公孫斑師（はんし）を立てて衛君とした。しかし、12月に斉が衛を攻撃して斑師を捕らえ、代わりに公子起を立てたため、公子起（以降は衛君起と表記）が衛君となった。
衛君起元年（前477年）夏、卿の石圃が衛君起を放逐し、衛君起は斉へ出奔した。これにより出公が斉から戻ってふたたび衛君となった。

## 参考資料
- 『春秋左氏伝』（哀公十七年、十八年）
- 司馬遷『史記』（衛康叔世家第七）